# Thomas H. Kunz
Thomas Henry Kunz (* 11. Juni 1938 in Independence, Missouri; † 13. April 2020 in Dedham, Massachusetts) war ein US-amerikanischer Biologe und Mammaloge. Er war ein renommierter Experte in der Fledermausforschung.

## Leben
Kunz war der Sohn von William und Edna Kunz. Er verbrachte seine Kindheit in Missouri und verdankt sein Interesse an der Biologie seinem Lehrer in der fünften Klasse, der sich mit Seidenraupen befasste. Kunz machte 1956 seinen Abschluss an der East High School und meldete sich für einen 6-monatigen aktiven Dienst beim United States Army Corps of Engineers in Fort Leonard Wood, Missouri. Anschließend arbeitete er sechs Monate lang für das Missouri Highway Department als Landvermesser für das Interstate Highway Program. 1957 begann er sein Grundstudium an der Central Missouri State University (heute University of Central Missouri) in Warrensburg, wo er die Hauptfächer Biologie und Sport belegte. Er spielte in der Uni-Football-Mannschaft und war in seinem Abschlussjahr Co-Kapitän des Football-Teams. Kunz erwarb 1961 einen Bachelor of Science in Biologie und 1962 ein Master of Science in Pädagogik. Anschließend unterrichtete er vier Jahre Biologie, Football und Leichtathletik an der Shawnee Mission West High School in Overland Park, Kansas. Als Stipendiat der National Science Foundation kam er die Drake University, wo er 1968 mit der Dissertation The seasonal and nocturnal periodicity of bats in Boone County, Iowa zum Master of Arts in Biologie graduierte.  Im Jahr 1967 wurde er in das Graduiertenprogramm der University of Kansas aufgenommen, wo er 1971 mit der Dissertation Ecology of the cave bat, Myotis velifer, in South-Central Kansas and Northwestern Oklahoma über die Populationsbiologie des Höhlenmausohrs (Myotis velifer) unter der Leitung von J. Knox Jones, Jr. zum Ph.D. promoviert wurde.
1971 wurde Kunz zum Assistant Professor für Biologie an der Boston University ernannt, wo er Ökologie und die Biologie von Säugetieren unterrichtete. Zudem war er von 1985 bis 1990 Vorsitzender des Fachbereichs Biologie.
Seine Forschung konzentrierte sich auf die Ökologie, das Verhalten, die Evolution und die Erhaltungsbiologie von Fledermäusen. Er betrieb Feldforschung im mittleren Westen, Nordosten und Südwesten der Vereinigten Staaten sowie in Indien, Malaysia, Ecuador, Trinidad, Puerto Rico, Deutschland, Schweden und Costa Rica. Seine Projekte wurden größtenteils von der National Science Foundation, der National Geographic Society und von Bat Conservational International finanziert. Er hat 31 Doktoranden, 15 Masterstudenten und 17 Postdoktoranden in Ökologie und physiologischer Ökologie ausgebildet.
Kunz war auch an der Bewertung der Auswirkungen des Ausbaus der Windenergie auf Fledermäuse und der Auswirkungen des White-Nose-Syndroms auf überwinternde Fledermäuse beteiligt, einer Pilzinfektion, die zu einem rapiden Rückgang von Fledermauspopulationen geführt hat. Er entwickelte zahlreiche Methoden für die ökologische und verhaltensbiologische Untersuchung von Fledermäusen und leistete Pionierarbeit bei der Anwendung der Infrarot-Wärmebildtechnik  in der Ökologie und in der Verhaltensbiologie.
Kunz führte das Konzept der Aeroökologie ein, einer Disziplin, die die Bereiche Atmosphärenforschung, Tierverhalten, Ökologie, Evolution, Geowissenschaften, Geografie, Informatik, rechnerbasierte Biologie und Ingenieurwesen umfasst und integriert. Er ist Mitbegründer und Direktor der Tiputini Biodiversity Station im Osten Ecuadors. Kunz ist Autor oder Mitautor von mehr als 280 Veröffentlichungen und war Herausgeber der Bücher Ecology of Bats (1982) und Ecological and Behavioral Methods for the Study of Bats (1988). Zudem war er Mitherausgeber der Werke Bat Biology and Conservation (1998), Bat Ecology (2003), Functional and Evolutionary Ecology of Bats (2006) sowie Ecological and Behavioral Methods for the Study of Bats (2009).
Von 1990 bis 1993 Direktor der American Society of Mammalogists (ASM), von 1999 bis 2000 bekleidete er das Amt des designierten ASM-Präsidenten und von 2000 bis 2002 war er Präsident der ASM.
Im Oktober 2011 wurde Kunz, während seiner Teilnahme am North American Symposium on Bat Research in Toronto, von einem Auto angefahren und erlitt ein schweres Schädel-Hirn-Trauma, das seine akademische Karriere beendete. Seine letzten Jahre verbrachte er in der Pflegeeinrichtung Newbridge on the Charles in Dedham, Massachusetts, wo er im April 2020 im Alter von 81 Jahren an den Folgen einer COVID-19-Infektion starb.

## Ehrungen und Auszeichnungen
Im Jahr 1984 wurde er mit dem Gerritt S. Miller Award der North American Society for Bat Research für seine herausragenden Forschungsarbeiten über Fledermäuse ausgezeichnet. 1998 erhielt er den C. Hart Merriam Award das ASM für seine Beiträge zur Säugetierforschung. Im Jahr 2003 verlieh ihm die University of Central Missouri ihren Distinguished Alumni Award. Im Jahr 2005 verlieh ihm die Universidad San Francisco de Quito in Ecuador die Ehrendoktorwürde der Wissenschaften. Im Jahr 2008 erhielt er den Preis für sein Lebenswerk vom Karst Waters Institute und er wurde zum Ehrenmitglied der ASM ernannt. Im Jahr 2011 wurde Kunz zum William Fairfield Warren Distinguished Professor der Boston University ernannt. 1990 wurde Kunz zum Fellow der American Association for the Advancement of Science gewählt. 2018 wurde die in Malaysia vorkommende Fledermausart Hipposideros kunzi aus der Gattung der Altwelt-Rundblattnasen nach Thomas H. Kunz benannt.